# Vlag van Olst

Vlag van Olst
(1962-2001)

De vlag van Olst werd op 4 september 1962 bij raadsbesluit vastgesteld als de gemeentelijke vlag van de Overijsselse gemeente Olst. Op 1 januari 2001 ging de gemeente op in de gemeente Olst-Wijhe, waardoor de vlag als gemeentevlag kwam te vervallen.

## Beschrijving
De beschrijving luidt: 
Vijf verticale golvende banen van geel, zwart, wit, zwart en groen, waarvan de lengten zich verhouden als 15:2:6:2:30.
De kleuren zijn ontleend aan het gemeentewapen. De witte baan stelt de IJssel voor, die van zuid naar noord door de gemeente stroomt. De gele baan stelt de zandgronden voor, de groene baan de weiden langs de rivier. Het ontwerp was van de Stichting voor Banistiek en Heraldiek.

## Verwant symbool

Wapen van Olst

Ambt Delden 
· Avereest 
· Bathmen 
· Blokzijl 
· Brederwiede 
· Den Ham 
· Denekamp 
· Diepenheim 
· Diepenveen 
· Genemuiden 
· Goor 
· Gramsbergen 
· Hasselt 
· Heino 
· Holten 
· IJsselham 
· IJsselmuiden 
· Markelo 
· Nieuwleusen 
· Noordoostpolder 
· Olst 
· Ootmarsum 
· Rijssen 
· Stad Delden 
· Steenwijk 
· Steenwijkerwold 
· Urk 
· Vollenhove 
· Vriezenveen 
· Wanneperveen 
· Weerselo
· Wijhe 
· Zwartsluis 
· Zwollerkerspel